# Constantin Ion Parhon
Constantin Ion Parhon, född 15 oktober 1874 i Câmpulung, död 9 augusti 1969 i Bukarest, var en rumänsk neuropsykiatriker, endokrinolog och politiker för Rumänska kommunistpartiet. Han var presidieordförande i nationalförsamlingen (president) 1947–1952 och således Socialistiska republiken Rumäniens förste statschef.
1. ↑  hämtat från: ryskspråkiga Wikipedia.[källa från Wikidata]